# Pectinophora gossypiella
Pectinophora gossypiella is een vlinder uit de familie van de tastermotten (Gelechiidae). De wetenschappelijke naam is gepubliceerd in 1844 door Saunders.
De soort komt voor in Europa.